# Jearl Walker
Jearl Walker (Pensacola, Flórida, 20 de janeiro de 1945) é um físico estadunidense, conhecido notadamente por seu livro The Flying Circus of Physics, publicado inicialmente em 1975, com a segunda edição publicada em junho de 2006. É professor de física da Universidade Estatal de Cleveland.
Walker revisou e editou o livro-texto Fundamentos da Física com David Halliday e Robert Resnick.
Walker é um conhecido popularizador da física, e foi entrevistado no The Tonight Show Starring Johnny Carson.
Walker escreveu a coluna The Amateur Scientist da Scientific American de 1978 a 1988.
Graduado em física pelo Instituto de Tecnologia de Massachusetts em 1967, obteve um doutorado pela Universidade de Maryland em 1973.